# Kate Moss
Katherine Ann Moss (Londres, 16 de enero de 1974), más conocida como Kate Moss, es una supermodelo británica. En 1992 dio su salto a la fama cuando Calvin Klein la seleccionó como modelo para su línea de perfumes.
En 2012 ocupó el segundo puesto de la lista Forbes de las supermodelos más cotizadas tras haber facturado 9,2 millones de dólares, de mayo de 2011 a mayo de 2012, de clientes como Longchamp, Mango, Rimmel, Vogue Eyewear y TopShop.
En 2007, la revista Time la nombró una de las 100 personas más influyentes del mundo. Asimismo, en 2008 se realizó una estatua en tamaño natural de ella en oro de 18 quilates, valorada en 1,5 millones de libras esterlinas (2,8 millones de dólares) para una exhibición en el British Museum.

## Trayectoria

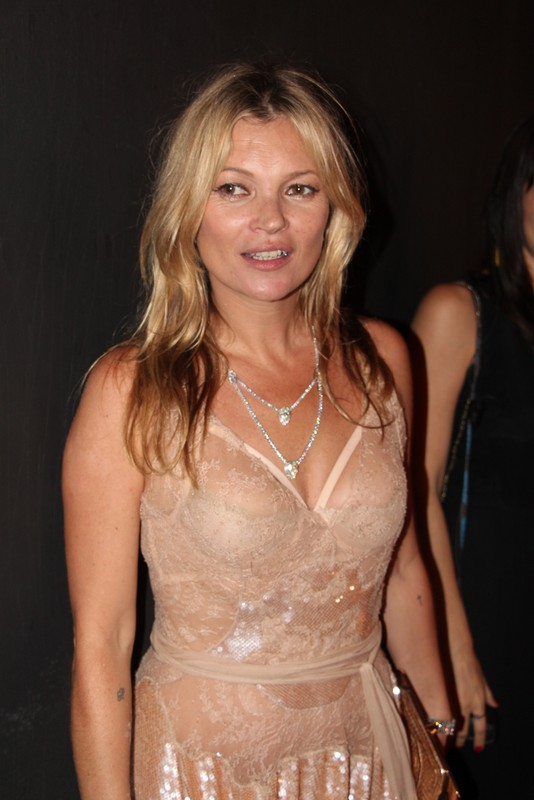
Kate Moss en 2015.

Moss fue descubierta en 1988 por Sarah Daukas (fundadora de la agencia de modelos Storm) cuando tenía 14 años de edad en el Aeropuerto Internacional John F. Kennedy. Moss se convirtió en la anti-supermodelo de los años 1990. Sin embargo, fue seducida por la industria de la moda y ha trabajado para firmas como Gucci, Dolce & Gabbana, Versace, Chanel, Missoni y David Yurman. Sus últimos trabajos fueron con las firmas Burberry y Dior.
Con tan solo 15 años, Kate Moss debutó en la Semana de la Moda de Londres de la mano del diseñador gibraltareño John Galliano y un año después, en 1990, se produjo su estreno en París, también de la mano de Galliano. Desde entonces ha desfilado en las pasarelas más prestigiosas del mundo para diseñadores como John Galliano, Alexander McQueen, Karl Lagerfeld y Jean Paul Gaultier. El primer gran diseñador en apostar por la modelo como imagen de su firma fue Calvin Klein quién la eligió para protagonizar su campaña publicitaria Obsession, en 1993. Su físico distaba mucho de los cánones estéticos establecidos, en la época, donde destacaban mujeres altas con físicos más exuberantes como Claudia Schiffer o Cindy Crawford.
Kate Moss también ha trabajado como actriz. En el capítulo especial de fin de año de Blackadder, titulado «Blackadder Back & Forth», Kate Moss intervinó en el papel de Lady Marion de Sherwood. También participó en el vídeo musical titulado "I just don't know what to do myself" de la banda The White Stripes.
En febrero de 2005, un retrato de Lucian Freud de la modelo desnuda y embarazada de su hija Lila, fue subastada en Christie's por 3,93 millones de libras esterlinas. Continúa apareciendo en las portadas de Vogue y W.  En 2016 creó su propia Agencia de modelos, Kate Moss Agency. Ha sido rostro y modelo de la firma Mango. En 2022 presentó su marca de belleza llamada Cosmoss.

## Vida personal

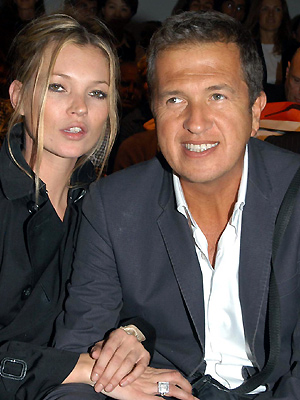
Kate Moss con Mario Testino en 2007.

Conoció a Johnny Depp en el neoyorquino Café Tabac. Se convirtieron en la pareja de moda de los años 90, hasta que en 1998 terminaron su relación. Tras salir con Antony Langdon, guitarrista del grupo Spacehog, salió con el que fuera director de la revista 'Dazed and Confused', Jefferson Hack, padre de su hija. El 29 de septiembre de 2002, Moss dio a luz a una niña llamada Lila Grace en el hospital St. John and Elizabeth en Londres.Dos años más tarde la pareja se separó. 
Entre sus exnovios se incluyen el músico británico Pete Doherty. Se separaron en julio de 2007, tras dos años de turbulenta relación.
El 1 de julio de 2011, Kate Moss contrajo matrimonio con Jamie Hince, guitarrista de The Kills, del cual se separó amistosamente en el verano de 2015 y un año más tarde firmaron el divorcio oficial. Ella empezó a salir con Nikolai von Bismarck, un joven fotógrafo de 29 años descendiente del canciller alemán Otto von Bismarck.

### Escándalos
En 2005 el periódico 'Daily Mirror' publicó unas imágenes suyas donde aparecía nítidamente esnifando cocaína. El 14 de junio de 2008, la controvertida modelo británica asistió a la discoteca Watergate de Berlín, en estado de embriaguez, y tras abandonar el lugar, perdió las extensiones de cabello que lucía. En 2010 fue fotografiada en un estado muy alto de embriaguez.